# یواس‌اس وین (ای‌پی‌ای-۵۴)
یواس‌اس وین (ای‌پی‌ای-۵۴) (به انگلیسی: USS Wayne (APA-54)) یک کشتی بود که طول آن 468 ft 8 in بود. این کشتی در سال ۱۹۴۲ ساخته شد.